# Dielektrikumtükör

A dielektrikumtükör a rétegeiről visszavert parciális nyalábok konstruktív interferenciáján alapul

A dielektrikumtükör egy optikai eszköz, amely egymáson fekvő dielektrikus tulajdonságú vékonyrétegekből áll. A vékonyrétegeket egy hordozó, például üveg felületén alakítják ki. 
Törésmutatójukat és vastagságukat helyesen megválasztva a visszaverődés adott hullámhosszra vagy hullámhossz-tartományra optimalizálható. Míg a hagyományos fémtükrök reflexiós tényezője (visszaverő-képessége) tipikusan 90–95% körüli, addig a dielektrikumtükörrel elérhető érték a 99,999%-ot is meghaladhatja egy szűk hullámhossz-tartományban.
Működési elve a Bragg-tüköréhez hasonló annyiban, hogy az egyes rétegekről visszaverődő nyalábok interferenciáján alapul.

## Szerkezete

### Bragg-tükör
A dielektrikumtükröket jellemzően egy hordozó felületén (például kvarcüveg vagy más optikai üveg) alakítják ki egymást követő vékonyréteg-leválasztási lépések sorozatával. Ezen módszerekkel befolyásolható a kialakuló rétegek vastagsága.
Ha két különböző törésmutatójú réteget adott vastagságok alkalmazásával felváltva alakítunk ki, Bragg-reflektort (Bragg-tükröt) nyerünk, mely a dielektrikumtükrök egyik egyszerű típusa. Ezek rétegeit úgy alakítják ki, hogy a fénysugár beesési szögét figyelembe véve ezek vastagsága épp megfeleljen a sugár közegbeli hullámhossza negyedének. Így minden egyes réteg speciális, λ/4-es vastagságú lesz. Az azonos anyagú felületről visszaverődő nyalábok közötti optikai úthosszkülönbség így éppen hullámhossznyi lesz, tehát ezek a nyalábok konstruktívan interferálnak, erősítik egymást.
Egy sokrétegű dielektrikumtükör reflexiója a rétegek számával növekszik. A reflexiót a két alkalmazott réteg törésmutató-kontrasztja is befolyásolja, mely a sávszélességet is megszabja. A sávszélesség akár több száz nanométeres hullámhossztartományt is átfedhet.
Polikromatikus (több hollámhossz-komponenst tartalmazó) nyaláb esetén a Bragg-tükrökben fellép a diszperzió. A tükörre jellemző optimálistól eltérő hullámhosszú sugarak csoportsebessége késni, vagy sietni fog az optimálishoz képest.

### Összetett elrendezések
Sok különböző optikai tulajdonságú réteg kombinálásával a reflexiós, polarizációs és diszperziós jellemzők jól tervezhetők. Néhány példa a lehetséges alkalmazások közül, melyekre speciális dielektrikumtükrök alakíthatók ki:
- éles spektrális levágású alul- vagy felüláteresztő szűrők,
- dikroikus szűrők, melyek két adott hullámhosszon jó áteresztők, más tartományokon viszont nem feltétlenül,
- vékonyréteg-polarizátorok, polarizációs nyalábosztók,[1]
- stb.

### Csörpölt tükrök
Az ultrarövid lézerimpulzusok diszperziójának passzív szabályozására alkalmazható dielektrikumtükröket nevezik csörpölt tükröknek. Ezek abban különböznek a Bragg-tükröktől, hogy bennük nem egyenlő vastagságú rétegek sorakoznak, hanem valamilyen összefüggés szerint változik. Így a nyaláb különböző hullámhosszal rendelkező spektrális komponensei más mélységben hatolnak be a felületébe. Így a különböző komponensek esetén más-más lesz az eszközben megtett optikai úthossz, így mind más diszperziót szenvednek. A rétegszerkezeteket numerikusan optimalizálják, hogy ne lépjen fel bennük oszcilláció.